# Cap d'Antibes
Cap d'Antibes is een kaap aan de Middellandse Zee en tevens het schiereiland dat de baaien Golfe Juan in het westen en Baie des Anges in het oosten scheidt. Het schiereiland ligt in de Franse stad Antibes. 
Aan de Boulevard du Cap ligt de 7 hectare grote Jardin Thuret, een botanische tuin met een collectie planten en bomen - waaronder zeer zeldzame soorten - uit alle warme streken van de aarde. Deze tuin kan op werkdagen gratis worden bezocht. Op het Plateau de la Garoupe staat de Phare de La Garoupe, een vuurtoren die 's nachts zijn stralenbundels 70 km ver over zee zendt. 
Ook ligt er op een terras de Sanctuaire de La Garoupe (of Chapelle Notre-Dame), bestaande uit twee gedeelten, respectievelijk uit de 13e en 16e eeuw.
Aan de westkust van het schiereiland aan de Boulevard John F. Kennedy bevindt zich het Musée Naval et Napoléonien in de oude Batterie du Grillon. Hier is te zien hoe men destijds grote zeilschepen bouwde. Er bevindt zich tevens een borstbeeld van Napoleon door de kunstenaar Canova. Aan de zuidwestkant van de kaap is het exclusieve Hôtel du Cap-Eden-Roc te vinden. Vlakbij is de Villa 'Les Chenes Verts' waar Jules Verne verbleef.